# Little Odessa
Little Odessa è un film del 1994 diretto da James Gray.

## Trama
La vicenda si svolge nel quartiere di Little Odessa (a Brooklyn, New York) negli anni novanta. La famiglia di Arkady Shapira, uomo di origine russa e di religione ebraica, è composta dalla moglie Irina e dal figlio adolescente Reuben; quest'ultimo ha abbandonato la scuola per assistere la madre Irina, ammalata in fase terminale. Ritorna Joshua, il figlio più grande, di professione sicario, il quale ha il compito di assassinare un gioielliere. Arkady, che aveva già rinnegato anni prima Joshua, tenta perfino di impedirgli di vedere la madre. Il dramma precipita quando delinquenti del quartiere cercano a loro volta di uccidere Joshua, ma nella sparatoria viene ucciso il giovane e incolpevole Reuben.

## Riconoscimenti
- 1994 - Mostra internazionale d'arte cinematografica
  - Leone d'Argento - Premio speciale per la regia
  - Coppa Volpi per la miglior attrice non protagonista (Vanessa Redgrave)
- 1994 - Festival del cinema americano di Deauville
  - Premio della critica
- 1996 - Sindacato belga della critica cinematografica
  - Grand Prix